# Crkva sv. Ante Padovanskog u Bugojnu
Crkva sv. Ante Padovanskog u Bugojnu, rimokatolička crkva.

## Povijest
Gradnja sadašnje župne crkve započela je godine 1879. što je potrajalo dugo vremena. Crkva je pokrivena 1886. godine. Po svojoj arhitekturi ona slijedi bazilikalni tip crkve. Po dimenzijama je, uz tolišku, najveća u Bosni. Zvonik je znatno kasnije izgrađen. Pod konac sedamdesetih godina dvadesetoga stoljeća, on je, budući je nerazmjeran veličini crkve, dograđen u visinu. Projekt za dogradnju zvonika načinio je arhitekt Karl Pařik (Paržik) 1936. god. Na njemu su tri zvona. U prvoj polovici osamdesetih godina crkva je pokrivena bakrom. Tijekom zadnjeg rata crkva je teško oštećena a toranj zapaljen.
U crkvi se nalazi oltar tirolske provenijencije, koga je izradio Franz Schmalzl iz Tirola (St. Ulrich, Gröden). Četiri vitraila Stane Kregara izvedena su šezdesetih godina, a deset vitraila S. Šohaja i rozeta Ive Dulčića 1990. godine. U crkvi se nalaze još postaje križnoga puta Josipa Bifela (1984), slika G. Jurkića Primanje u Treći red (1956.), te oltarna menza Z. Grgića. Unutrašnjost crkve uređuje se po projektu T. Štrausa. Po njegovu su nacrtu izrađene klupe (1990.), te na pobočnoj strani crkve (istok) probijena nova vrata. Meštrovićev brončani kip sv. Ante Padovanskoga (replika kipa koji se nalazi u crkvi sv. Ante u Beogradu) postavljen je iznad ulaznih vrata na pročelju crkve. Crkva ima orgulje od 27 registara (graditelj: Jenko, Ljubljana 1979.).